# Eskimo
Eskimo je studiové album skupiny The Residents. Původně album mělo vyjít jako následovník alba Fingerprince z roku 1977. Nakonec se však vyskytly různé problémy a nakonec album vyšlo až v roce 1979. Jedná se o jedno z nejlépe hodnocených alb této skupiny.

## Seznam skladeb
| Pořadí | Název                   | Délka |
| ------ | ----------------------- | ----- |
| 1.     | The Walrus Hunt         | 4:01  |
| 2.     | Birth                   | 4:33  |
| 3.     | Arctic Hysteria         | 5:57  |
| 4.     | The Angry Angakok       | 5:20  |
| 5.     | A Spirit Steals a Child | 8:44  |
| 6.     | The Festival of Death   | 10:26 |

| Bonusy na CD reedici z roku 1987 | Bonusy na CD reedici z roku 1987               | Bonusy na CD reedici z roku 1987 |
| Pořadí                           | Název                                          | Délka                            |
| -------------------------------- | ---------------------------------------------- | -------------------------------- |
| 7.                               | I Left My Heart in San Francisco               | 2:02                             |
| 8.                               | Dumbo the Clown (Who Loved Christmas)          | 2:11                             |
| 9.                               | Is He Really Bringing Roses? (The Replacement) | 2:38                             |
| 10.                              | Time's Up                                      | 2:55                             |

## Obsazení
- The Residents – zpěv, různé nástroje, efekty
- Snakefinger – kytara
- Chris Cutler – bicí
- Don Preston – syntezátory